# Универзитет Селсо Суков да Фонсека
Универзитет Селсо Суков да Фонсека (порт. Centro Federal de Educação Tecnológica Celso Suckow da Fonseca) је Универзитет у Рио де Жанеиру, у Бразилу. Основан је 1917. године.
Универзитет похађа око 9.000 студената. Број запослених предавача је 442, од чега око две трећине има завршене мастерске или докторске студије, док број техничких и административних радника износи 326.

## Простор
Простор који је у власништву Универзитета заузима површину од 34.382m², и још зграда која се простире на 64.818m², укључујући два кампуса, 72 учионице, 166 лабораторија и кабинета, девет амфитеатра, библиотеку, две мултимедијалне библиотеке, ресторан и кантину, као и канцеларије за техничке и административне послове, штампарију и амбуланту. Спољашњи простор, поред великог дворишта, обухвата спортски комплекс са кошаркашким теренима, теретаном, базеном и атлетском стазом..

## Галерија
- Главно двориште ЦЕФЕТ-а
- Универзитетски базен
- Спортски терени у кампусу Универзитета
- Лого Универзитета